# クライペダ大学
クライペダ大学（リトアニア語: Klaipėdos universitetas、略称: KU）は、リトアニア・クライペダにある国立総合大学。1991年に設立。学生数は2,697人。

## 概要
1991年1月1日、セイマス（国会）の法令によりクライペダ大学が設立され、それまでクライペダにあった高等教育機関はクライペダ大学に編入された。

## 組織
- 学部
  - 社会人文科学部
  - 海洋工学自然科学部
  - 健康科学部
- 研究所
  - 海洋研究所
  - バルト海地域歴史考古学研究所

現在では2,697人の学生が在籍している。

## 大学キャンパス
クライペダ大学はかつての軍兵舎の土地にある。キャンパスの広さは23.6 haで、ネオ・ゴシック様式の建物が6つある。

## プログラム
クライペダ大学では、67の学部課程、4つの専門職学位課程、48の修士課程、3つの博士課程プログラムが提供されている。また、留学生向けに7つのプログラムも用意されている。海港都市にある大学ということもあって、海洋環境調査工学や海運、水文海洋学、海港技術工学、小リトアニアとバルト地域の歴史と言語、生態工学、ランドスケープ、水中考古学、など、リトアニアの他の大学にはないプログラムも提供されている。

## 歴代学長
- 1991–1993年: ドナタス・シュヴィトラ（リトアニア語版）
- 1993–2001年: スタシース・ヴァイテクーナス（リトアニア語版）
- 2001–2011年: ヴラダス・ジュルクス（リトアニア語版）
- 2011–2014年: ヴァイドゥティス・ラウレイナス（リトアニア語版）
- 2011–2014年: エイムティス・ユゼリューナス（リトアニア語版）
- 2019年–現在: アルトゥーラス・ラズバダウスカス（リトアニア語版）